# 費爾頓 (喬治亞州)
費爾頓（英語：Felton）是位於美國喬治亞州哈拉爾森縣的一個非建制地區。該地的面積和人口皆未知。

## 地理
費爾頓的座標為33°53′17″N 85°13′25″W / 33.88806°N 85.22361°W，而該地的平均海拔高度為365米（即1197英尺）。